# Günter Jacob (Theologe)
Günter (Karl August) Jacob (* 8. Februar 1906 in Berlin; † 29. September 1993 ebenda) war ein deutscher evangelisch-unierter Theologe und Bischofsverwalter.

## Leben
Jacob entstammte der Familie eines Lehrers. Auf den Gymnasien in Sorau und Cottbus bereitete er sich auf die Erlangung seines Abiturs vor. Im Jahre 1924 begann er ein Studium der Evangelischen Theologie in Tübingen, das er in Berlin fortsetzte, bis er es in Marburg als Lizentiat der Theologie erfolgreich beendete. Im Jahre 1929 wurde er Vikar der Evangelischen Kirche der altpreußischen Union und besuchte das Predigerseminar in Berlin. Von 1931 bis 1932 war er als Hilfsprediger im pommerschen Körlin tätig. 1932 wurde er als Pfarrer von Noßdorf bei Forst (Lausitz) gewählt.
Nach dem Beginn der NS-Herrschaft wandte sich Jacob den Kreisen zu, die sich gegen die Einführung des Arierparagraphen aussprachen und gehörte dann zu den Mitbegründern des Pfarrernotbundes. In der Bekennenden Kirche wurde er Mitglied ihres märkischen Provinzialbruderrates. Jacob wurde mehrfach in Haft genommen und erhielt per Gerichtsverfahren Redeverbot. Ursache war seine weitverbreitete Flugschrift mit dem Titel Wo stehen wir heute?. 1939 wurde er zur Wehrmacht eingezogen und nahm am Zweiten Weltkrieg als Unteroffizier an der Ostfront teil.
Nach Günter Jacobs Rückkehr nach Deutschland stellte ihn die Kirchliche Nothilfe 1945 als Pfarrer in Marburg an. 1946 wurde er zum Generalsuperintendenten der Neumark und der Niederlausitz mit Dienstsitz in Lübben berufen. Dieses Amt übte er ab 1949 in Cottbus aus. Im Jahre 1963 wurde er zum nebenamtlichen Verwalter des Bischofsamtes der Ostregion der Evangelischen Kirche in Berlin-Brandenburg berufen, das er bis 1967 innehatte. Im Jahre 1972 trat er in den Ruhestand ein.
Zu seinen ökumenischen Tätigkeiten gehörte 1952 seine Mitgliedschaft in der Kommission für Glauben und Kirchenverfassung des Ökumenischen Rates der Kirchen, der er bis 1968 angehörte. Im Jahre 1953 wurde er von der Universität Tübingen für seine Arbeiten zur Lutherforschung und seine Vorträge über die Bekennende Kirche zum Ehrendoktor promoviert.

## Theologisches Denken und kirchenpolitisches Wirken
Jacobs theologisches Denken und Agieren war bestimmt von dem Begriff der „konstantinischen Wende“, unter der er die Erhebung der orthodox-römischen Kirche zur Staatskirche unter Kaiser Theodosius I. verstand. Mit dem Instinkt eines durch den Kirchenkampf während der NS-Zeit und die deutlich restriktive Kirchenpolitik in den Anfangsjahren der DDR herausgeforderten Christen geprägten Kirchenmannes warb er für ein bekennenden Christen- und Kirchentum, das im Loslassen und Verzichten althergebrachter Privilegien und in der Besinnung auf die authentische Wortauslegung und Bekenntnisbildung einen Weg in die Zukunft der Kirche sah. In einem Vortrag vor der Synode der Evangelischen Kirche in Deutschland, die 1956 in der Marienkirche (Berlin-Ost) tagte, berichtete er von einer besonders aktiven Gemeinde in dem entstehenden sozialistischen Industriezentrum Eisenhüttenstadt, „fern jener christlich lackierten Lebenspraxis oder der ‚idealistischen Kulissenstaffage aus der Erbmasse vergangener Jahrhunderte‘, die er im Westen so gefährlich wuchern“ sah. In einer „Festungsmentalität“ erblickte er die eigentliche Anfechtung der Kirche. Die eigentliche Gefahr für das Glaubenszeugnis in der Gesellschaft der DDR machte er aus in den „muffigen Räumen tradierter Kirchlichkeit“, in der „Treibhausluft frommer Konventikel“ oder in den „Kasematten einer Innerlichkeit“, in denen man vor den Stürmen der Zeit zu überwintern trachtet. Auf Jacobs Initiative geht der Beginn der Lektorenarbeit im Gebiet der Niederlausitz zurück. Sie organisierte sich in einem „Lektorenkonvent der Lausitz“. Auch die ständige Pfarrerfortbildung war ihm ein wichtiges Anliegen, dessen Förderung er intensiv betrieb.

## Jacob-Forschung
Seit einigen Jahren wird an der Fachrichtung Evangelische Theologie der Universität des Saarlandes unter der Leitung von Michael Hüttenhoff das Wirken Günter Jacobs erforscht. Von 2009 bis 2014 wurde das Projekt „Günter Jacob (1906–1993). Kirchenverständnis, Zeitdiagnose und kirchliches Handeln“ von der DFG gefördert. Bisher ist nur ein Bruchteil der Ergebnisse, welche die Projektarbeit hervorgebracht hat, veröffentlicht worden. Zukünftig sollen nach und nach weitere Ergebnisse zugänglich gemacht und zur Diskussion gestellt werden.

## Schriften
- Das Licht scheint in der Finsternis. Stuttgart 1954
- Kirche auf Wegen der Erneuerung. Berlin 1966
- Die Botschaft von dem mitgehenden Gott. Berlin 1968
- Der Christ in der sozialistischen Gesellschaft. Stuttgart 1975
- Weltwirklichkeit und Christusglaube. Wider eine falsche Zweireichelehre. Stuttgart 1977
- Die Feste der Christenheit. Stuttgart 1983
- Umkehr in Bedrängnis. Stationen auf dem Weg der Kirche von 1936 bis 1985. München 1985
- Gericht und Gnade. Berlin 1986.

### Aufsätze
- Die Zukunft der Kirche in der Welt des Jahres 1985. In: Die Zeichen der Zeit. Berlin 1968

### Herausgeberschaft
- (Als Mitherausgeber:) Die Evangelische Christenheit in Deutschland. Stuttgart 1958